# 北美电话区号204、431和584
北美电话区号204、431和584是北美地区电话号码计划（NANP）中用于整个加拿大曼尼托巴省的电话区号。区号204是1947年最初分配的区号之一。
2010年7月，加拿大广播电视和电信委员会批准在2012年11月开始在全省启用区号431作为重叠电话区号。2012年7月30日，全省开始强制使用10位拨号。尽管这样做将有大约1560万新号码可用来分配给这个人口120多万人口的省份，但 MTS 和该省的其他运营商更偏好这种方法，而不是将该省按地理区域一分为二，分别使用区号204和区号431。该省的电话公司希望免除曼尼托巴人（尤其是农村地区）需要更换电话号码的费用和负担。
2007年2月，区号584被预留为该地区的第三个区号，已於2022年10月29日啟用。